# Батум (пьеса)
«Бату́м» — пьеса М. А. Булгакова, основанная на эпизоде из юности И. В. Сталина.

## История создания
По некоторым архивным данным,[уточнить] идея создания пьесы о Сталине возникла у Булгакова ещё в 1929 году, в год «великого перелома», который был переломным не только для страны в целом, но и лично для писателя. Именно с 1929 года начинается травля писателя: его пьесы изымаются из репертуаров театров, произведения не публикуются, печатается шквал критических статей, ругающих не только сами произведения Михаила Афанасьевича, но и оскорбляющие его самого. Тем не менее, Булгаков очень долго колебался, не решаясь взяться за написание пьесы о вожде народов. В сознании Булгакова сформировался образ Сталина, как жёсткого правителя, вечно ведущего борьбу с различными группировками. Совершенно естественно, показать Сталина таким, каким его видел писатель, в пьесе не было никакой возможности. Именно поэтому Булгаков не брался за работу над пьесой: показывать Сталина в пьесе как тирана было невозможно, но и льстить власти ради того, чтобы завоевать её расположение, Михаил Афанасьевич тоже не мог.
В конце концов, взяться за работу над пьесой о Сталине Булгаков решился лишь после того, как возникла идея показать Сталина не на вершине власти, а в начале революционного пути. Показав Сталина молодым, можно было не изменять кодексу чести и в то же время не вызвать гнева вождя народов.
Работа над пьесой была начата в 1936 году, но протекала вяло, то и дело прерываясь. Интенсивная работа была начата 16 января 1939 года. Первая редакция под названием «Пастырь» закончена в середине июля 1939 года. Вторая редакция, возникшая в результате перепечатки набело текста первой, создана 17—27 июля того же года.
Читки пьесы автором 11 июля в Комитете по делам искусств, 27 июля на партийном заседании в МХАТе воспринимались благосклонно, коллектив МХАТа к предстоящей постановке, которую планировалось приурочить к 60-летнему юбилею Сталина, относился с большим энтузиазмом, обсуждались практические вопросы, распределение ролей. Договор с автором был подписан ещё 15 июня, предстояло лишь получить согласование в секретариате Сталина, куда была представлена копия рукописи.
14 августа 1939 года Булгакову внезапно стало известно, что его пьеса к постановке не утверждена: драматург с женой и сотрудники МХАТ Лесли и Виленкин, выехавшие в командировку в Тбилиси для подготовки материалов к спектаклю, получили разосланную по станциям на пути следования поезда телеграмму-молнию от директора МХАТ Калишьяна: «Надобность [в] поездке отпала, возвращайтесь [в] Москву». В Туле Булгаковы сошли с поезда и вернулись в Москву. В дневнике Елены Сергеевны Булгаковой есть такая запись (датируется 18 октября 1939 года): «Сегодня два звонка интересных. Первый — от Фадеева, о том, что он завтра придет Мишу навестить… <…> было во МХАТе правительство, причём Генеральный секретарь, разговаривая с Немировичем, сказал, что пьесу „Батум“ он считает очень хорошей, но что её нельзя ставить». Смертельную болезнь Булгакова (первые симптомы начались вскоре после снятия пьесы, в марте 1940 г. он скончался) современники связывали в том числе с реакцией на отмену спектакля.
Впервые пьеса была опубликована в США (на русском языке) в сборнике «Неизданный Булгаков: Тексты и материалы», 1977 (текстологи указывают на значительное количество искажений, допущенных в этом издании). Первая публикация в СССР — в журнале «Современная драматургия» № 5, 1988.

## Сюжет

### Действие первое
Пьеса начинается со сцены исключения И. В. Джугашвили из Тифлисской духовной семинарии. Примечателен эпизод, в котором Джугашвили рассказывает своему однокласснику, что цыганка нагадала ему: «…большой ты будешь человек!»
Занявшись революционной деятельностью, Сталин-Джугашвили уходит в подполье, где живёт под именем Сосо. Действие заканчивается сценой встречи Нового года в кругу товарищей по революционной деятельности и пожаром на заводе Ротшильда, миллионера, одного из главных местных капиталистов-угнетателей. Как ни парадоксально, Сосо призывает тушить пожар на предприятии ради того, чтобы добиться рабочим завода прибавки к зарплате.

### Действие второе
Основой сюжета второго действия стала рабочая демонстрация в Батуме 8—9 марта 1902 года, которая была расстреляна местной властью. Губернатор, как и вся местная власть показаны нерасторопными, глупыми и никчёмными людьми.

### Действие третье
Сталина-Джугашвили, как и почти всех его товарищей, берут под арест и отправляют в тюрьму. Даже в тюрьме Сталин показан мужественным человеком, не боящимся отстаивать закон и справедливость, что отчётливо проявилось в сцене предъявления требований к губернатору.

### Действие четвёртое
Действие начинается со сцены подписания Николаем II приговора Сталину, по которому он ссылается в Восточную Сибирь на три года. Николай Второй предстаёт в самом неприглядном свете. Отрицательность образа императора строится на диссонансе различных черт его характера: с одной стороны, верующий человек, крайне любезный с подчинёнными, с другой — кровавый тиран, жалеющий, что при расстреле шеститысячной демонстрации рабочих в Батуме погибло всего 14 человек и жалеющий, что на святой Руси слишком мягкие законы (это было сказано в отношении 3-летней ссылки в Сибирь Сталина). Действие завершается внезапным возвращением Сталина-Джугашвили домой к своим старым друзьям — Наташе, Порфирию и Сильвестру. Как оказалось, Сталин бежал из ссылки.

## Образ Сталина
В образе молодого Джугашвили Булгаков пытался показать те характерные черты, которые способствовали восхождению Сталина на Олимп власти. Михаил Афанасьевич показал такие черты характера Сталина как: проницательность, гибкость ума, смекалка, способность «взять себя в руки» и объединить людей в группу даже в самой сложной ситуации. Наиболее яркая черта характера, подчёркнутая писателем — это жажда приключений (см. например, реакция на пророчество цыганки в I-м действии 1 сцене):
Одноклассник. Что это ты все по карманам хлопаешь?
Сталин.  Не  понимаю,  куда  рубль  девался!..  Ах да, ведь я его только что истратил   с   большой   пользой.   Понимаешь,  пошел  купить  папирос, возвращаюсь   на   эту   церемонию,  и  под  самыми  колоннами  цыганка встречается. "Дай, погадаю, дай, погадаю!" Прямо не пропускает в дверь. Ну,  я  согласился.  Очень хорошо гадает. Все, оказывается, исполнится, как я задумал. Решительно сбудется все. Путешествовать, говорит, будешь много.  А  в конце даже комплимент сказала - большой ты будешь человек! Безусловно, стоит заплатить рубль.

Одноклассник.  Нет, брат ты мой! Загубил ты свой рубль зря. Все наврала тебе цыганка.  Судя по сегодняшнему, далеко не так славно все это получится, как ты задумал. Да и путешествия-то, знаешь, они разного типа бывают... Да, жаль мне тебя, Иосиф, по-товарищески тебе говорю.

## Сценическая история
Единственная постановка пьесы (МХАТ им. Горького, 1992) была осуществлена со значительными изменениями авторского текста и авторской концепции: спектакль «Пастырь» Сергея Кургиняна, решённый «в жанре гротеска», был дополнен собственным текстом режиссёра, оформлен исполнением песен, однако протяжённость представления, по одной из оценок, сократилась вдвое. При этом основой спектакля служила ранняя редакция пьесы Булгакова, которая и известна под названием «Пастырь».
Первый показ постановки состоялся 6 ноября, а уже 13 ноября 1992 года она была снята из репертуара на художественном совете театра. Согласно одной из версий, отказ от спектакля был связан с «волной протеста и угроз», организованной «противниками права театра на эксперимент».
В спектакле были заняты Антон Корольков (молодой Сталин), Александр Фастовский (зрелый Сталин и другие персонажи — представители власти), Юлия Зыкова, Андрей Айсин.
Театральный критик, специалист по творчеству Булгакова и истории МХАТа Анатолий Смелянский в рецензии расценивал постановку Кургиняна как событие общественно-политической жизни России в значительно большей мере, чем жизни театральной: «Булгаков использован как повод…».
В дальнейшем Сергей Кургинян создал постановку с названием «Пастырь» в театре «На досках», главным режиссёром которого является, уже полностью на основе собственной пьесы.[значимость факта?]
В свою очередь, МХАТ им. Горького вновь обратился к сюжету из батумской юности Сталина в спектакле по пьесе Андрея Назарова «Чудесный грузин» («навеянной» автору, по ряду оценок, булгаковским произведением).[значимость факта?]
Публицисты предполагали причину невостребованности пьесы классика русской драматургии современными театрами в том, что дискуссия вокруг смыслов пьесы или её возможных прочтений никогда не была выгодна ни одной политической силе.